# Montrose (Geòrgia)
Montrose és una població dels Estats Units a l'estat de Geòrgia. Segons el cens del 2000 tenia 154 habitants.

## Demografia
Segons el cens del 2000, Montrose tenia 154 habitants, 55 habitatges, i 44 famílies. La densitat de població era de 36,9 habitants/km².
Dels 55 habitatges en un 38,2% hi vivien nens de menys de 18 anys, en un 58,2% hi vivien parelles casades, en un 12,7% dones solteres, i en un 18,2% no eren unitats familiars. En el 16,4% dels habitatges hi vivien persones soles el 12,7% de les quals corresponia a persones de 65 anys o més que vivien soles. El nombre mitjà de persones vivint en cada habitatge era de 2,8 i el nombre mitjà de persones que vivien en cada família era de 3,13.
Per edats la població es repartia de la següent manera: un 28,6% tenia menys de 18 anys, un 6,5% entre 18 i 24, un 26% entre 25 i 44, un 25,3% de 45 a 60 i un 13,6% 65 anys o més.
L'edat mediana era de 38 anys. Per cada 100 dones de 18 o més anys hi havia 80,3 homes.
La renda mediana per habitatge era de 46.563 $ i la renda mediana per família de 56.250 $. Els homes tenien una renda mediana de 30.893 $ mentre que les dones 18.750 $. La renda per capita de la població era de 14.504 $. Entorn del 2,4% de les famílies i l'11,2% de la població estaven per davall del llindar de pobresa.

## Poblacions més properes
El següent diagrama mostra les poblacions més properes.